# Паклена поморанџа (представа)
Паклена поморанџа је позоришна представа коју је режираo Милан Нешковић на основу истоименог романа писца Ентонија Барџиса.
Премијерно приказивање било је 23. новембра 2006. године у позоришту ДАДОВ.

## Радња
Комад је смештен у фиктивни свет будућност и говори о стварности која нас окружује односно свеприсутном насиљу које је се провлачи кроз аспекте живота.

## Улоге
| Лица           | Глумци                  |
| -------------- | ----------------------- |
| Алекс          | Дејан Младеновић        |
| Џорџ           | Милош Биковић           |
| Џорџ           | Милан Марић             |
| Пит            | Ања Орељ                |
| Дим            | Никола Глишић           |
| Доктор Бродски | Милан Нешковић          |
| Делтоид        | Лазар Ђукић             |
| Писац          | Владан Ђурковић         |
| Пишчева жена   | Теодора Арсић           |
| Пишчева жена   | Мина Младеновић         |
| Соњета         | Невена Пиперин          |
| Та             | Александар Милисављевић |
| Ма             | Маша Чумић              |
| Џо             | Стеван Шербеџија        |
| Старац         | Немања Стаматовић       |
| Пијанац        | Лука Табашевић          |

## Галерија
- Фотографија са извођења представе
- Фотографија са извођења представе
- Фотографија са извођења представе
- Фотографија са извођења представе
- Фотографија са извођења представе
- Фотографија са извођења представе
- Фотографија са извођења представе
- Фотографија са извођења представе
- Фотографија са извођења представе
- Фотографија са извођења представе
- Фотографија са извођења представе
- Фотографија са извођења представе
- Фотографија са извођења представе
- Фотографија са извођења представе
- Фотографија са извођења представе
- Фотографија са извођења представе
- Фотографија са извођења представе
- Фотографија са извођења представе
- Фотографија са извођења представе
- Фотографија са извођења представе
- Фотографија са извођења представе
- Фотографија са извођења представе
- Фотографија са извођења представе
- Фотографија са извођења представе
- Фотографија са извођења представе
- Фотографија глумачке екипе представе